# Nejlepší nahrávač v československé hokejové lize
Nejlepší nahrávač v československé hokejové lize bylo každoročně udělované ocenění pro hráče, který přihrál hráči, jenž vstřelil branku. Nahrávky neboli asistence byly započteny pouze v základní části sezóny. Ocenění se začalo předávat od roku 1970, prvním nejlepším nahrávačem se stal český útočník z TJ SONP Kladno Jiří Kochta. Nejvíce asistencí zaznamenal v ročníku 1990/1991 Radek Ťoupal, jako jediný překonal hranici 50 nahrávek.

## Jednotlivé ročníky
| Sezóna    | Vítěz                            | Klub                                           | Počet asistencí |
| --------- | -------------------------------- | ---------------------------------------------- | --------------- |
| 1969/1970 | Jiří Kochta                      | TJ SONP Kladno                                 | 27 asistencí    |
| 1970/1971 | Václav Mařík                     | TJ SONP Kladno                                 | 32 asistencí    |
| 1971/1972 | František Pospíšil               | TJ SONP Kladno                                 | 26 asistencí    |
| 1972/1973 | Vladimír Martinec                | Tesla Pardubice                                | 23 asistencí    |
| 1973/1974 | Václav Nedomanský Jaroslav Holík | Slovan CHZJD Bratislava ASD Dukla Jihlava      | 28 asistencí    |
| 1974/1975 | Ivan Hlinka                      | CHZ Litvínov                                   | 42 asistencí    |
| 1975/1976 | Vladimír Martinec                | Tesla Pardubice                                | 28 asistencí    |
| 1976/1977 | Vincent Lukáč                    | VSŽ Košice                                     | 34 asistencí    |
| 1977/1978 | Ivan Hlinka                      | CHZ Litvínov                                   | 39 asistencí    |
| 1978/1979 | Marián Šťastný                   | HC Slovan Bratislava                           | 35 asistencí    |
| 1979/1980 | Ladislav Svozil                  | TJ Vítkovice                                   | 31 asistencí    |
| 1980/1981 | Milan Nový                       | Poldi Kladno                                   | 48 asistencí    |
| 1981/1982 | Milan Nový                       | Poldi Kladno                                   | 38 asistencí    |
| 1982/1983 | Libor Havlíček                   | Zetor Brno                                     | 45 asistencí    |
| 1983/1984 | Jiří Hrdina Vladimír Kýhos       | HC Sparta Praha CHZ Litvínov                   | 33 asistencí    |
| 1984/1985 | Ján Vodila                       | VSŽ Košice                                     | 34 asistencí    |
| 1985/1986 | Igor Liba                        | VSŽ Košice                                     | 29 asistencí    |
| 1986/1987 | Dušan Pašek                      | HC Slovan Bratislava                           | 27 asistencí    |
| 1987/1988 | Jiří Lála                        | HC České Budějovice                            | 28 asistencí    |
| 1988/1989 | Vladimír Růžička Jiří Lála       | ASVŠ Dukla Trenčín Motor České Budějovice      | 30 asistencí    |
| 1989/1990 | Petr Rosol                       | CHZ Litvínov                                   | 33 asistencí    |
| 1990/1991 | Radek Ťoupal                     | Dukla Trenčín                                  | 54 asistencí    |
| 1991/1992 | Roman Ryšánek                    | TJ Vítkovice                                   | 33 asistencí    |
| 1992/1993 | Roman Horák Robert Kysela        | Motor České Budějovice HC Chemopetrol Litvínov | 33 asistencí    |

## Souvislé články
- Nejlepší nahrávači extraligy ledního hokeje
- Nejlepší nahrávač Tipsport ligy (Slovensko)